# Mount Clare
Mount Clare es una villa ubicada en el condado de Macoupin en el estado estadounidense de Illinois. En el Censo de 2010 tenía una población de 278 habitantes y una densidad poblacional de 69,2 personas por km².

## Geografía
Mount Clare se encuentra ubicada en las coordenadas 39°5′50″N 89°50′2″O / 39.09722, -89.83389. Según la Oficina del Censo de los Estados Unidos, Mount Clare tiene una superficie total de 4.02 km², de la cual 3.92 km² corresponden a tierra firme y (2.51%) 0.1 km² es agua.

## Demografía
Según el censo de 2010, había 278 personas residiendo en Mount Clare. La densidad de población era de 69,2 hab./km². De los 278 habitantes, Mount Clare estaba compuesto por el 99.28% blancos, el 0% eran afroamericanos, el 0% eran amerindios, el 0% eran asiáticos, el 0% eran isleños del Pacífico, el 0% eran de otras razas y el 0.72% pertenecían a dos o más razas. Del total de la población el 0% eran hispanos o latinos de cualquier raza.